# Vector lentivíric en teràpia gènica
L'ús de vectors lentivírics en la teràpia gènica és un mètode mitjançant el qual poden ser inserits, modificats o eliminats gens de cèl·lules d'organismes que poden ser afectats per lentivirus.
Els lentivirus són una família de virus responsables de malalties notables com la sida, que infecten mitjançant la inserció d'ADN al genoma de les cèl·lules hostes. Molts d'aquests virus han estat la base de la investigació que utilitza virus en teràpia gènica, però el lentivirus és únic per la seva capacitat d'infectar cèl·lules que no es divideixen i, per tant, té una gamma més àmplia d'aplicacions potencials. Els lentivirus poden esdevenir endògens (RVE), integrant el seu genoma en el genoma de la línia germinal de l'hoste, de manera que el virus és heretat a partir d'ara pels descendents de l'hoste. Per ser eficaç en la teràpia gènica, hi ha d'haver inserció, alteració i/o eliminació de gens de les cèl·lules hostes. Per fer-ho, els científics utilitzen els mecanismes d'infecció dels lentivirus per aconseguir el resultat desitjat de la teràpia gènica.